# 統監府令公文式
統監府令公文式（とうかんふれいこうぶんしき、明治39年統監府令第4号）は、大韓帝国において統監府が発する統監府令の形式及び公布の手続について規定した日本の統監府令。明治39年（1906年）1月19日成立、同年2月12日公布。

## 概要
統監府令は、統監府令であることを明記し、韓国統監が署名し、公布の年月日を記入して、同日、これを公布しなければならない（1条）。
統監府令は、漢城新報をもって布告する（2条）。
統監府令は、各官庁に到達した翌日から起算して、満7日を経て施行する（3条本文）。ただし、その府令中にこれと異なる施行時期を定めたときは、この限りでない（3条ただし書）。

## 改正
明治39年（1906年）8月30日、本令2条の規定が改正され、漢城新報による布告が京城日報による布告に改められた（同年9月1日施行）。
明治42年（1909年）3月31日、本令2条の規定が改正され、京城日報による布告が統監府公報による布告に改められた（同年4月1日施行）。
明治43年（1910年）8月29日、本令2条の規定が改正され、統監府公報による布告が朝鮮総督府官報による布告に改められた（公布の日施行）。